# Unione Sportiva Città di Palermo 2018-2019
Questa voce raccoglie le informazioni riguardanti l'Unione Sportiva Città di Palermo nelle competizioni ufficiali della stagione 2018-2019.

## Stagione
La stagione si apre con la conferma di Bruno Tedino al posto dell'esonerato Roberto Stellone. Il primo impegno ufficiale del Palermo è in Coppa Italia: i rosanero superano il secondo turno eliminando ai calci di rigore il L.R. Vicenza.
A seguito del risultato conclusosi 2-2 nei tempi regolamentari, con la prima doppietta in questa competizione del difensore Slobodan Rajković, i siciliani vengono eliminati nella fase successiva dal Cagliari, come nella precedente stagione, stavolta per 2-1: si rivelerà inutile il primo gol, nonché quello del temporaneo pareggio dell'1-1, in questa competizione di Ilija Nestorovski, siglato dal dischetto dagli 11 metri dopo un calcio di rigore assegnato a proprio favore.
Il 25 settembre 2018, dopo la sconfitta in trasferta per 2-1 contro il Brescia, dove ha segnato per la prima volta in rosanero Stefano Moreo, Tedino viene sollevato dall'incarico e a sua volta viene richiamato Roberto Stellone, essendo ancora sotto contratto con la società siciliana. Il 1º dicembre Maurizio Zamparini annuncia di aver ceduto il club ad un gruppo britannico. Il 29 dicembre la Sport Capital Investments Ltd conferma l'esecuzione del contratto preliminare e l'avvenuto passaggio del 100% delle azioni. Contemporaneamente l'inglese Clive Richardson assume la carica di presidente.
La squadra chiude il girone di andata in testa alla classifica con 5 punti di vantaggio sul terzo posto e, peraltro, senza sconfitte in casa, con 13 risultati utili consecutivi e con una sola sconfitta subita, quella del Brescia cui citata sopra. Il 5 febbraio 2019 il board britannico si dimette, quindi il 14 febbraio le quote societarie passano a Daniela De Angeli, che assume la carica di Amministratore Delegato. Rino Foschi diventa il nuovo presidente.
Il 16 febbraio il Palermo, nel frattempo calato al secondo posto, pareggia per 1-1 nello scontro diretto contro il Brescia, mantenendo una lunghezza dalla testa della classifica. Il giorno seguente viene annunciato l'accordo con l'imprenditore Dario Mirri, proprietario della società Damir Srl specializzata nel settore pubblicitario, per un'iniezione di liquidità di 2,8 milioni di euro con cui sarà possibile pagare in extremis gli stipendi ai giocatori tesserati ed evitare penalizzazioni nella classifica del campionato.
Il 24 aprile, all'indomani del pareggio casalingo per 1-1 contro il Padova, il tecnico Stellone viene esonerato con la squadra al terzo posto, a tre punti dal secondo con quattro partite ancora da giocare. Il giorno successivo Delio Rossi viene nominato nuovo tecnico, dopo l'ultima esperienza nella stagione 2010-2011.
Sempre il 24 aprile viene annunciato l'accordo per il closing finalizzato alla cessione dell'intero pacchetto azionario alla Arkus Network, quindi il 3 maggio successivo è stata sancita la cessione dell'intero pacchetto azionario alla società Sporting Network Srl, società veicolo che fa principalmente capo alla Arkus Network; contestualmente, si riunisce il primo CdA, definendo il nuovo assetto societario: Alessandro Albanese (presidente di Sicindustria) come nuovo Presidente, il banchiere Vincenzo Macaione (advisor che ha curato la trattativa) come Vice Presidente, Roberto Bergamo come Amministratore Delegato, Attilio Coco e Walter Tuttolomondo (quest'ultimo Presidente della Arkus Network) come Consiglieri, Fabrizio Lucchesi (per lui un ritorno) come Direttore Generale; Foschi torna a ricoprire la carica di Direttore Sportivo.
Dopo l'ultima giornata pareggiata per 2-2 contro il Cittadella il 12 maggio, con il record di presenze stagionali allo stadio (28.351 spettatori) e il cui incasso è stato devoluto in beneficenza, la squadra chiude la stagione regolare in terza posizione con 63 punti, a meno 3 dal secondo posto per la promozione diretta, qualificandosi per la seconda volta consecutiva e per la terza volta nella sua storia ai play-off promozione (dopo quelli del 1999 e del 2018). Tuttavia, all'indomani, il Tribunale Federale Nazionale della FIGC sancisce la retrocessione dei rosanero all'ultimo posto del campionato per illecito amministrativo. Il 29 maggio seguente, in un'udienza che si sarebbe dovuta tenere sei giorni prima, la Corte di Giustizia Federale accoglie parzialmente il ricorso della società, decretando una penalizzazione di 20 punti e un'ammenda pecuniaria di 500.000 euro, cosicché la posizione finale in classifica è l'undicesimo posto con 43 punti, salvaguardando la cadetteria solo temporaneamente, perché il 4 luglio il Palermo viene escluso dalla Covisoc dal campionato di Serie B a cui avrebbe dovuto partecipare: l'organo di controllo contesta la mancata presentazione della fideiussione necessaria per l'iscrizione alla B, il mancato pagamento delle ultime tre mensilità ai calciatori, il mancato pagamento di vari debiti sportivi e una ricapitalizzazione per più di 8 milioni con crediti non documentati. L'esclusione viene confermata con il respingimento dell'appello il 12 luglio successivo.
Tre mesi dopo, il 18 ottobre 2019, la società sarà finanziariamente dichiarata fallita.

## Divise e sponsor
Per la stagione 2018-2019 lo sponsor tecnico rimane Legea, mentre lo sponsor ufficiale è Bisaten. Due nuovi sponsor istituzionali unici per tutta la Serie B: Unibet come Top Sponsor posteriore e "Facile ristrutturare" sulla manica sinistra come patch.
Per le partite Palermo-Carpi e Cosenza-Palermo, sulle maglie è presente lo sponsor Unieuro, sponsorship siglata in sinergia con Damir, partner commerciale della società. Similmente, per la partita Palermo-Spezia lo sponsor di maglia è stato "Gagliano Gioielli", mentre per le ultime due partite di campionato è stato "Gruppo Arena" a campeggiare sulle maglie. Successivamente, diversamente da come annunciato, per l'ultima della stagione regolare del campionato – la prima della nuova società – sulle maglie campeggia il logo della Arkus Network.
| Casa | Trasferta | Terza divisa |

## Organizzazione
Organigramma societario
- Presidente: Giovanni Giammarva (fino all'8 agosto), Clive Richardson (dal 29 dicembre al 5 febbraio), Rino Foschi (dal 14 febbraio al 3 maggio), Alessandro Albanese (dal 3 maggio)
- Vicepresidente: Vincenzo Macaione (dal 3 maggio)
- Amministratore Delegato: Emanuele Facile (dal 29 dicembre al 14 febbraio), Daniela De Angeli (dal 14 febbraio al 3 maggio), Roberto Bergamo (dal 3 maggio)
- Consiglieri di Amministrazione: John Michael Treacy (dal 29 dicembre al 5 febbraio), Attilio Coco (dal 3 maggio), Walter Tuttolomondo (dal 3 maggio)
- Direttore Generale: Fabrizio Lucchesi (dal 3 maggio)
- Direttore Sportivo: Rino Foschi (fino al 14 febbraio e a partire dal 3 maggio)
- Direttore Amministrativo: Daniela De Angeli (fino al 14 febbraio e a partire dal 3 maggio)
- Segretario Generale: Gianni Francavilla
- Responsabile Area Scouting: Giuseppe Corti
- Collaboratore Area Tecnica: Maurizio Marin
- Consulente Commerciale: Toni Sichera
- Team Manager: Vincenzo Todaro
- Marketing Manager: Federico Fornaris
- Responsabile Ufficio Stampa: Andrea Siracusa
- Ufficio Stampa: Giorgio Elia
- Ticketing Manager: Mauro Bellante
- Delegato alla Sicurezza: Antonio Lentini
- Responsabile Settore Giovanile: Sandro Porchia
- Segretario Settore Giovanile: Lorenzo Farris
- Presidente Collegio Sindacale: Mario Giuffrida (dal 29 dicembre al 24 aprile)
- Sindaci Effettivi Collegio Sindacale: Michelangelo Montesano (dal 29 dicembre al 24 aprile), Corrado Vincenzi (dal 29 dicembre al 24 aprile)

Staff tecnico
- Allenatore: Bruno Tedino (fino al 26 settembre), Roberto Stellone (dal 26 settembre al 23 aprile), Delio Rossi (dal 24 aprile)
- Allenatore in Seconda: Carlo Marchetto (fino al 26 settembre), Giorgio Gorgone (dal 26 settembre al 23 aprile), Fedele Limone (dal 24 aprile)
- Preparatori dei Portieri: Vincenzo Sicignano, Paolo Lenisa (fino al 26 settembre), Domenico Botticella (dal 24 aprile)
- Collaboratori tecnici: Andrea Gennari (dal 26 settembre), Salvatore Rosato (dal 26 settembre al 23 aprile)
- Responsabile Preparatori Atletici: Giambattista Venturati (fino al 26 settembre), Paolo Artico (dal 26 settembre al 23 aprile), Mattia Vincenzi (dal 24 aprile)
- Preparatori Atletici: Marco Petrucci, Giuseppe Puleo
- Match Analyst: Alcide Di Salvatore (fino al 26 settembre)

Staff medico
- Coordinatore Staff Sanitario: Prof. Giuseppe Francavilla
- Responsabile Sanitario: Dott. Cristian Francavilla
- Medico Sociale: Dott. Lorenzo Todaro
- Podologo: Sergio Caruso
- Nutrizionista: Antonino La Monica
- Fisioterapisti: Vincenzo Buzzi, Fabio Cavera, Massimiliano Mereu, Rosario Sciacchitano

## Rosa
Rosa e numerazione sono aggiornate all'1 marzo 2019.
| N.   |                                 | Ruolo | Calciatore            |
| ---- | ------------------------------- | ----- | --------------------- |
| 1/32 | Italia (bandiera)               | P     | Alberto Brignoli      |
| 2    | Italia (bandiera)               | D     | Giuseppe Bellusci     |
| 3    | Italia (bandiera)               | D     | Andrea Rispoli        |
| 4    | Italia (bandiera)               | D     | Andrea Accardi        |
| 5    | Serbia (bandiera)               | D     | Slobodan Rajković     |
| 6    | Slovenia (bandiera)             | D     | Aljaž Struna          |
| 6    | Norvegia (bandiera)             | D     | Niklas Gunnarsson     |
| 7/15 | Italia (bandiera)               | A     | Simone Lo Faso        |
| 8    | Bosnia ed Erzegovina (bandiera) | C     | Mato Jajalo           |
| 9    | Italia (bandiera)               | A     | Stefano Moreo         |
| 10/7 | Macedonia del Nord (bandiera)   | A     | Aleksandar Trajkovski |
| 11   | Guinea-Bissau (bandiera)        | A     | Carlos Embalo         |
| 12   | Italia (bandiera)               | P     | Lorenzo Avogadri      |
| 12   | Italia (bandiera)               | P     | Leonardo Marson       |
| 13   | Italia (bandiera)               | D     | Andrea Ingegneri      |
| 14   | Italia (bandiera)               | D     | Alessandro Salvi      |
| 17   | Ungheria (bandiera)             | A     | Norbert Balogh        |

| N.    |                               | Ruolo | Calciatore                   |
| ----- | ----------------------------- | ----- | ---------------------------- |
| 18    | Bulgaria (bandiera)           | C     | Ivajlo Čočev                 |
| 19    | Norvegia (bandiera)           | D     | Haitam Aleesami              |
| 20    | Uruguay (bandiera)            | A     | César Falletti               |
| 21    | Italia (bandiera)             | C     | Luca Fiordilino              |
| 22    | Italia (bandiera)             | P     | Alberto Pomini               |
| 23    | Belgio (bandiera)             | D     | Corentin Fiore               |
| 24    | Polonia (bandiera)            | D     | Przemysław Szymiński         |
| 25/33 | Italia (bandiera)             | D     | Antonino Gallo               |
| 26    | Italia (bandiera)             | C     | Simone Santoro               |
| 27    | Italia (bandiera)             | D     | Antonio Mazzotta             |
| 29    | Romania (bandiera)            | A     | George Pușcaș                |
| 30    | Macedonia del Nord (bandiera) | A     | Ilija Nestorovski (capitano) |
| 31    | Italia (bandiera)             | D     | Roberto Pirrello             |
| 32/28 | Svizzera (bandiera)           | C     | Nicolas Haas                 |
| 33/1  | Italia (bandiera)             | P     | Fabrizio Alastra             |
| 34    | Italia (bandiera)             | A     | Kevin Cannavò                |
| 35    | Polonia (bandiera)            | C     | Radosław Murawski            |

## Calciomercato

### Trasferimenti prima della sessione estiva
| Acquisti (altre operazioni) | Acquisti (altre operazioni) | Acquisti (altre operazioni) | Acquisti (altre operazioni) |
| R.                          | Nome                        | da                          | Modalità                    |
| --------------------------- | --------------------------- | --------------------------- | --------------------------- |
| C                           | Housem Ferchichi            | Vicenza                     | fine prestito               |

### Sessione estiva(dall'1/7/18 al 17/8/18)
| Acquisti         | Acquisti            | Acquisti       | Acquisti                                                                     |
| R.               | Nome                | da             | Modalità                                                                     |
| ---------------- | ------------------- | -------------- | ---------------------------------------------------------------------------- |
| P                | Fabrizio Alastra    | Prato          | fine prestito                                                                |
| A                | Carlos Embalo       | Brescia        | fine prestito                                                                |
| A                | Simone Lo Faso      | Fiorentina     | fine prestito                                                                |
| P                | Leonardo Marson     | Sassuolo       | fine prestito                                                                |
| D                | Roberto Pirrello    | Livorno        | fine prestito                                                                |
| A                | Stefano Moreo       | Venezia        | riscatto (1 milione €)                                                       |
| D                | Antonio Mazzotta    |                | svincolato                                                                   |
| D                | Alessandro Salvi    | Cittadella     | definitivo                                                                   |
| C                | Nicolas Haas        | Atalanta       | prestito                                                                     |
| P                | Alberto Brignoli    | Juventus       | definitivo (1 milione €)                                                     |
| A                | George Pușcaș       | Inter          | prestito con obbligo di riscatto (3,3 milioni €) dopo aver giocato 3 partite |
| C                | César Falletti      | Bologna        | prestito                                                                     |
| Altre operazioni |                     |                |                                                                              |
| R.               | Nome                | da             | Modalità                                                                     |
| D                | Antony Angileri     | Juventus       | fine prestito                                                                |
| A                | Accursio Bentivegna | Carrarese      | fine prestito                                                                |
| A                | Francesco Bonfiglio | AlbinoLeffe    | fine prestito                                                                |
| C                | Rosario Costantino  | Fano           | fine prestito                                                                |
| C                | Dario Giacomarro    | Gubbio         | fine prestito                                                                |
| D                | Simone Giuliano     | Sicula Leonzio | fine prestito                                                                |
| A                | Paolo Grillo        | Siracusa       | fine prestito                                                                |
| D                | Rosario Maddaloni   | Fano           | fine prestito                                                                |
| D                | Davide Monteleone   | Sicula Leonzio | fine prestito                                                                |
| C                | Davide Petermann    | Sicula Leonzio | fine prestito                                                                |
| A                | Vincenzo Plescia    | Siracusa       | fine prestito                                                                |
| D                | Andrea Punzi        | Siracusa       | fine prestito                                                                |
| C                | Gennaro Ruggiero    | Torino         | fine prestito                                                                |
| D                | Carmine Setola      | Pisa           | fine prestito                                                                |
| D                | Shaqir Tafa         | Monopoli       | fine prestito                                                                |
| C                | Marco Toscano       | Siracusa       | fine prestito                                                                |
| A                | Panagiotis Louka    | Atalanta       | prestito                                                                     |
| P                | Lorenzo Avogadri    | Atalanta       | prestito                                                                     |

| Cessioni         | Cessioni              | Cessioni       | Cessioni                                                                                 |
| R.               | Nome                  | a              | Modalità                                                                                 |
| ---------------- | --------------------- | -------------- | ---------------------------------------------------------------------------------------- |
| D                | Paweł Dawidowicz      | Benfica        | fine prestito                                                                            |
| P                | Luca Maniero          |                | svincolato                                                                               |
| D                | Michel Morganella     |                | svincolato                                                                               |
| D                | Gabriele Rolando      | Sampdoria      | fine prestito                                                                            |
| A                | Antonino La Gumina    | Empoli         | definitivo (9 milioni €)                                                                 |
| P                | Josip Posavec         | Hajduk Spalato | prestito                                                                                 |
| A                | Igor Coronado         | Sharjah        | definitivo (6 milioni €)                                                                 |
| C                | Eddy Gnahoré          | Amiens         | prestito (500.000€) con obbligo di riscatto (2,5 milioni €) dopo aver giocato 20 partite |
| Altre operazioni |                       |                |                                                                                          |
| R.               | Nome                  | a              | Modalità                                                                                 |
| C                | Dario Giacomarro      |                | svincolato                                                                               |
| A                | Vincenzo Plescia      |                | svincolato                                                                               |
| C                | Danilo Ambro          | Feralpisalò    | prestito                                                                                 |
| D                | Simone Giuliano       | Pro Piacenza   | prestito                                                                                 |
| D                | Giuseppe Tarantino    | Gravina        | prestito                                                                                 |
| D                | Carmine Setola        | Fano           | prestito                                                                                 |
| P                | Samuele Guddo         | Latina         | prestito                                                                                 |
| P                | Graziano Belladonna   | Lecco          | prestito                                                                                 |
| A                | Cosimo Marco Da Graca | Juventus       | prestito con diritto di opzione                                                          |
| D                | Shaqir Tafa           | Cuneo          | prestito                                                                                 |
| C                | Marco Toscano         | Trapani        | prestito                                                                                 |
| C                | Davide Petermann      | Reggina        | definitivo                                                                               |
| D                | Ivo Quaranta          | Foggia         | prestito con diritto di opzione e contropzione                                           |

### Trasferimenti dopo la sessione estiva
| Cessioni         | Cessioni            | Cessioni     | Cessioni                                           |
| R.               | Nome                | a            | Modalità                                           |
| ---------------- | ------------------- | ------------ | -------------------------------------------------- |
| A                | Norbert Balogh      | APOEL        | prestito                                           |
| P                | Leonardo Marson     | Olbia        | definitivo                                         |
| D                | Corentin Fiore      | Imolese      | prestito                                           |
| Altre operazioni |                     |              |                                                    |
| R.               | Nome                | a            | Modalità                                           |
| D                | Rosario Maddaloni   | Rende        | prestito con diritto di riscatto e contro-riscatto |
| A                | Accursio Bentivegna | Carrarese    | definitivo                                         |
| A                | Paolo Grillo        | Pro Vercelli | definitivo                                         |
| D                | Andrea Punzi        | Paganese     | prestito                                           |
| D                | Davide Monteleone   | Darfo Boario | prestito                                           |

### Trasferimenti prima della sessione invernale
| Cessioni         | Cessioni            | Cessioni       | Cessioni               |
| R.               | Nome                | a              | Modalità               |
| ---------------- | ------------------- | -------------- | ---------------------- |
| D                | Aljaž Struna        | Houston Dynamo | definitivo (500.000 €) |
| Altre operazioni |                     |                |                        |
| R.               | Nome                | a              | Modalità               |
| C                | Housem Ferchichi    | Este           | sconosciuta            |
| A                | Francesco Bonfiglio |                | rescissione            |

### Sessione invernale(dal 3/1/19 al 31/1/19)
| Acquisti (altre operazioni) | Acquisti (altre operazioni) | Acquisti (altre operazioni) | Acquisti (altre operazioni) |
| R.                          | Nome                        | da                          | Modalità                    |
| --------------------------- | --------------------------- | --------------------------- | --------------------------- |
| D                           | Simone Giuliano             | Pro Piacenza                | fine prestito               |

| Cessioni         | Cessioni         | Cessioni | Cessioni                                       |
| R.               | Nome             | a        | Modalità                                       |
| ---------------- | ---------------- | -------- | ---------------------------------------------- |
| A                | Carlos Embalo    | Cosenza  | prestito con diritto di opzione e contropzione |
| Altre operazioni |                  |          |                                                |
| R.               | Nome             | a        | Modalità                                       |
| A                | Panagiotis Louka | Atalanta | fine prestito                                  |

### Trasferimenti dopo la sessione invernale
| Acquisti | Acquisti          | Acquisti | Acquisti   |
| R.       | Nome              | da       | Modalità   |
| -------- | ----------------- | -------- | ---------- |
| D        | Niklas Gunnarsson |          | svincolato |

## Risultati

### Serie B

#### Girone di andata
| Salerno 25 agosto 2018, ore 18:00 CEST 1ª giornata | Salernitana           | 0 – 0 referto | Palermo | Stadio Arechi (12 979 spett.)\| Arbitro: \| Abbattista (Molfetta) \| |
| Arbitro:                                           | Abbattista (Molfetta) |               |         |                                                                      |

| Arbitro: | Nasca (Bari) |

|                             |           |                         |
| Trajkovski 26’ Mazzotta 88’ | Marcatori | 64’ Strefezza 82’ Mogoș |

| Arbitro: | Marinelli (Tivoli) |

|           |           |                          |
| Kragl 37’ | Marcatori | 54’ Salvi 64’ Trajkovski |

| Arbitro: | Fourneau (Roma) |

|                                                         |           |              |
| Bellusci 14’ Nestorovski 18’, 68’ (rig.) Trajkovski 58’ | Marcatori | 79’ Dragomir |

| Arbitro: | Piccinini (Forlì) |

|                        |           |           |
| A. Donnarumma 27’, 29’ | Marcatori | 86’ Moreo |

| Riposo 6ª giornata |  | – Turno di riposo Palermo |  |  |

| Arbitro: | Ghersini (Genova) |

|                 |           |  |
| Nestorovski 86’ | Marcatori |  |

| Arbitro: | Volpi (Arezzo) |

|               |           |                            |
| Tabanelli 37’ | Marcatori | 29’ Nestorovski 85’ Pușcaș |

| Arbitro: | Pezzuto (Lecce) |

|            |           |           |
| Struna 90’ | Marcatori | 59’ Segre |

| Arbitro: | Baroni (Firenze) |

|  |           |                                        |
|  | Marcatori | 5’ Falletti 61’ Jajalo 74’ Nestorovski |

| Arbitro: | Illuzzi (Molfetta) |

|                      |           |            |
| Salvi 77’ Pușcaș 90’ | Marcatori | 79’ Baclet |

| Arbitro: | Marinelli (Tivoli) |

|                                   |           |  |
| Pușcaș 37’ Murawski 86’ Moreo 87’ | Marcatori |  |

| Arbitro: | Di Paolo (Avezzano) |

|                |           |              |
| Di Carmine 31’ | Marcatori | 67’ Rajković |

| Palermo 30 novembre 2018, ore 21:00 CET 14ª giornata | Palermo               | 0 – 0 referto | Benevento | Stadio Renzo Barbera (7 714 spett.)\| Arbitro: \| Abbattista (Molfetta) \| |
| Arbitro:                                             | Abbattista (Molfetta) |               |           |                                                                            |

| Arbitro: | Dionisi (L'Aquila) |

|               |           |                                             |
| Bonazzoli 30’ | Marcatori | 43’ Trajkovski 68’ Rajković 70’ Nestorovski |

| Arbitro: | Marini (Roma) |

|           |           |              |
| Moreo 14’ | Marcatori | 25’ Raičević |

| Arbitro: | Ros (Pordenone) |

|                |           |              |
| Capradossi 34’ | Marcatori | 25’ Falletti |

| Arbitro: | Piscopo (Imperia) |

|                                               |           |  |
| Perucchini 26’ (aut.) Čočev 73’ Szymiński 86’ | Marcatori |  |

| Arbitro: | Aureliano (Bologna) |

|  |           |              |
|  | Marcatori | 51’ Falletti |

#### Girone di ritorno
| Arbitro: | Dionisi (L'Aquila) |

|            |           |                                   |
| Jajalo 17’ | Marcatori | 41’ André Anderson 90+3’ Casasola |

| Arbitro: | Marinelli (Tivoli) |

|                          |           |  |
| Arini 45+3’ Migliore 70’ | Marcatori |  |

| Palermo 4 febbraio 2019, ore 21:00 CET 22ª giornata | Palermo           | 0 – 0 referto | Foggia | Stadio Renzo Barbera (4 617 spett.)\| Arbitro: \| Ghersini (Genova) \| |
| Arbitro:                                            | Ghersini (Genova) |               |        |                                                                        |

| Arbitro: | Serra (Torino) |

|                |           |                |
| Melchiorri 89’ | Marcatori | 2’, 47’ Pușcaș |

| Arbitro: | Sacchi (Macerata) |

|                 |           |                 |
| Nestorovski 79’ | Marcatori | 90+2’ Tremolada |

| 23 febbraio 2019 25ª giornata |  | – Turno di riposo Palermo |  |  |

| Arbitro: | Abbattista (Molfetta) |

|                                       |           |  |
| Rohdén 28’ Mráz 78’ Simy 90+2’ (rig.) | Marcatori |  |

| Arbitro: | Aureliano (Bologna) |

|                          |           |                 |
| Trajkovski 4’ Pușcaș 52’ | Marcatori | 90+3’ Tabanelli |

| Arbitro: | Ros (Pordenone) |

|             |           |            |
| Bocalon 39’ | Marcatori | 84’ Pușcaș |

| Arbitro: | Massimi (Termoli) |

|                                              |           |                |
| Falletti 11’ Nestorovski 15’, 87’ Pușcaș 85’ | Marcatori | 46’ Mustacchio |

| Arbitro: | Volpi (Arezzo) |

|               |           |                 |
| Sciaudone 36’ | Marcatori | 19’ Nestorovski |

| Arbitro: | Nasca (Bari) |

|                                             |           |                        |
| Del Grosso 6’ Memushaj 68’ Scognamiglio 86’ | Marcatori | 15’ Moreo 37’ Pirrello |

| Arbitro: | Giua (Olbia) |

|                 |           |  |
| Nestorovski 46’ | Marcatori |  |

| Arbitro: | Ghersini (Genova) |

|             |           |                            |
| Asencio 89’ | Marcatori | 42’ Nestorovski 81’ Pușcaș |

| Arbitro: | Illuzzi (Molfetta) |

|                |           |              |
| Trajkovski 14’ | Marcatori | 15’ Pulzetti |

| Arbitro: | Di Paolo (Avezzano) |

|                           |           |                                       |
| Diamanti 73’ Raičević 82’ | Marcatori | 41’ (rig.) Nestorovski 89’ Trajkovski |

| Arbitro: | Rapuano (Rimini) |

|                      |           |                   |
| Jajalo 32’ Moreo 40’ | Marcatori | 30’, 44’ Maggiore |

| Arbitro: | Fourneau (Roma) |

|           |           |                    |
| Addae 63’ | Marcatori | 60’ Moreo 86’ Haas |

| Arbitro: | Sacchi (Macerata) |

|                                |           |                     |
| Nestorovski 21’ Trajkovski 23’ | Marcatori | 65’ Diaw 82’ Adorni |

### Coppa Italia

#### Fase eliminatoria
| Arbitro: | Fourneau (Roma) |

|                                                             |                      |                                                       |
| Rajković 90+4’, 117’                                        | Marcatori            | 90+2’ (rig.) Giacomelli 100’ Tronco                   |
| Nestorovski Trajkovski Embalo Rajković Salvi Fiore Bellusci | Tiri di rigore 6 – 5 | Giacomelli Tronco Gashi Bonetto Zonta Grandi Stevanin |

| Arbitro: | Valeri (Roma) |

|                    |           |                        |
| Pavoletti 31’, 73’ | Marcatori | 52’ (rig.) Nestorovski |

## Statistiche

### Statistiche di squadra
| Competizione | Punti       | In casa | In casa | In casa | In casa | In casa | In casa | In trasferta | In trasferta | In trasferta | In trasferta | In trasferta | In trasferta | Totale | Totale | Totale | Totale | Totale | Totale | DR  |
| Competizione | Punti       | G       | V       | N       | P       | Gf      | Gs      | G            | V            | N            | P            | Gf           | Gs           | G      | V      | N      | P      | Gf     | Gs     | DR  |
| ------------ | ----------- | ------- | ------- | ------- | ------- | ------- | ------- | ------------ | ------------ | ------------ | ------------ | ------------ | ------------ | ------ | ------ | ------ | ------ | ------ | ------ | --- |
| Serie B      | 43 (-20)    | 18      | 8       | 9       | 1       | 31      | 16      | 18           | 8            | 6            | 4            | 26           | 22           | 36     | 16     | 15     | 5      | 57     | 38     | +19 |
| Coppa Italia | Terzo turno | 1       | 0       | 1       | 0       | 2       | 2       | 1            | 0            | 0            | 1            | 1            | 2            | 2      | 0      | 1      | 1      | 3      | 4      | -1  |
| Totale       |             | 18      | 8       | 10      | 1       | 33      | 18      | 19           | 8            | 6            | 5            | 27           | 24           | 38     | 16     | 16     | 6      | 60     | 42     | +18 |

### Andamento in campionato
Classificatasi inizialmente al 3º posto, al termine della stagione regolare la squadra è stata successivamente penalizzata di 20 punti per illecito amministrativo, piazzandosi così all'11º posto.
| Giornata  | 1  | 2  | 3 | 4 | 5 | 6 | 7 | 8 | 9 | 10 | 11 | 12 | 13 | 14 | 15 | 16 | 17 | 18 | 19 | 20 | 21 | 22 | 23 | 24 | 25 | 26 | 27 | 28 | 29 | 30 | 31 | 32 | 33 | 34 | 35 | 36 | 37 | 38 |
| --------- | -- | -- | - | - | - | - | - | - | - | -- | -- | -- | -- | -- | -- | -- | -- | -- | -- | -- | -- | -- | -- | -- | -- | -- | -- | -- | -- | -- | -- | -- | -- | -- | -- | -- | -- | -- |
| Luogo     | T  | C  | T | C | T | - | C | T | C | T  | C  | C  | T  | C  | T  | C  | T  | C  | T  | C  | T  | C  | T  | C  | -  | T  | C  | T  | C  | T  | T  | C  | T  | C  | T  | C  | T  | C  |
| Risultato | N  | N  | V | V | P | - | V | V | N | V  | V  | V  | N  | N  | V  | N  | N  | V  | V  | P  | P  | N  | V  | N  | -  | P  | V  | N  | V  | N  | P  | V  | V  | N  | N  | N  | V  | N  |
| Posizione | 13 | 10 | 6 | 3 | 7 | 9 | 5 | 3 | 4 | 2  | 2  | 1  | 1  | 1  | 1  | 1  | 1  | 1  | 1  | 1  | 1  | 2  | 2  | 2  | 2  | 3  | 2  | 2  | 2  | 3  | 3  | 3  | 3  | 3  | 3  | 3  | 3  | 3  |

Fonte:  Serie B ConTe.it – Classifiche, su legab.it. URL consultato il 12 luglio 2018 (archiviato dall'url originale il 12 gennaio 2018).
Legenda:

Luogo: C = Casa; T = Trasferta. Risultato: V = Vittoria; N = Pareggio; P = Sconfitta.
- = Turno di riposo.

Nota: Per preservare l'evoluzione cronologica, le posizioni in classifica in seguito al recupero delle gare rinviate non fanno riferimento alla giornata in cui erano state originariamente programmate secondo il calendario, ma alla giornata immediatamente successiva al recupero della partita. Per questo motivo è possibile che il piazzamento assunto dalla squadra in una determinata giornata non rispecchi il risultato ottenuto nella giornata stessa.

### Statistiche dei giocatori
Una doppia ammonizione e la conseguente espulsione sono conteggiate come un singolo cartellino rosso.
Sono in corsivo i calciatori che hanno lasciato la società a stagione in corso.
Si registra un autogol a favore da parte di Filippo Perucchini dell'Ascoli.
| Giocatore      | Serie B  | Serie B | Serie B     | Serie B    | Coppa Italia | Coppa Italia | Coppa Italia | Coppa Italia | Totale   | Totale | Totale      | Totale     |
| Giocatore      | Presenze | Reti    | Ammonizioni | Espulsioni | Presenze     | Reti         | Ammonizioni  | Espulsioni   | Presenze | Reti   | Ammonizioni | Espulsioni |
| -------------- | -------- | ------- | ----------- | ---------- | ------------ | ------------ | ------------ | ------------ | -------- | ------ | ----------- | ---------- |
| A. Accardi     | 1        | 0       | 0           | 0          | -            | -            | -            | -            | 1        | 0      | 0           | 0          |
| F. Alastra     | -        | -       | -           | -          | -            | -            | -            | -            | -        | -      | -           | -          |
| H. Aleesami    | 29       | 0       | 2           | 0          | -            | -            | -            | -            | 29       | 0      | 2           | 0          |
| L. Avogadri    | -        | -       | -           | -          | -            | -            | -            | -            | -        | -      | -           | -          |
| N. Balogh      | -        | -       | -           | -          | 2            | 0            | 0            | 0            | 2        | 0      | 0           | 0          |
| G. Bellusci    | 30       | 1       | 15          | 2          | 2            | 0            | 0            | 0            | 32       | 1      | 15          | 2          |
| A. Brignoli    | 31       | -31     | 2           | 0          | 2            | -4           | 0            | 0            | 33       | -35    | 2           | 0          |
| K. Cannavò     | 2        | 0       | 0           | 0          | -            | -            | -            | -            | 2        | 0      | 0           | 0          |
| I. Čočev       | 12       | 1       | 2           | 0          | -            | -            | -            | -            | 12       | 1      | 2           | 0          |
| C. Embalo      | 4        | 0       | 0           | 0          | 2            | 0            | 0            | 0            | 6        | 0      | 0           | 0          |
| C. Falletti    | 32       | 4       | 4           | 0          | -            | -            | -            | -            | 32       | 4      | 4           | 0          |
| L. Fiordilino  | 16       | 0       | 2           | 0          | 2            | 0            | 0            | 0            | 18       | 0      | 2           | 0          |
| C. Fiore       | -        | -       | -           | -          | 1            | 0            | 0            | 0            | 1        | 0      | 0           | 0          |
| A. Gallo       | -        | -       | -           | -          | -            | -            | -            | -            | -        | -      | -           | -          |
| N. Gunnarsson  | -        | -       | -           | -          | -            | -            | -            | -            | -        | -      | -           | -          |
| N. Haas        | 32       | 1       | 6           | 0          | 1            | 0            | 1            | 0            | 33       | 1      | 7           | 0          |
| A. Ingegneri   | -        | -       | -           | -          | -            | -            | -            | -            | -        | -      | -           | -          |
| M. Jajalo      | 33       | 3       | 12          | 0          | 2            | 0            | 1            | 0            | 35       | 3      | 13          | 0          |
| S. Lo Faso     | 2        | 0       | 0           | 0          | -            | -            | -            | -            | 2        | 0      | 0           | 0          |
| L. Marson      | -        | -       | -           | -          | -            | -            | -            | -            | -        | -      | -           | -          |
| A. Mazzotta    | 11       | 1       | 2           | 0          | 2            | 0            | 0            | 0            | 13       | 1      | 2           | 0          |
| S. Moreo       | 31       | 6       | 5           | 0          | 2            | 0            | 0            | 0            | 33       | 6      | 5           | 0          |
| R. Murawski    | 32       | 1       | 9           | 0          | 2            | 0            | 1            | 0            | 34       | 1      | 10          | 0          |
| I. Nestorovski | 26       | 14      | 4           | 1          | 2            | 1            | 0            | 0            | 28       | 15     | 4           | 1          |
| R. Pirrello    | 9        | 1       | 3           | 0          | -            | -            | -            | -            | 9        | 1      | 3           | 0          |
| A. Pomini      | 5        | -7      | 0           | 0          | -            | -            | -            | -            | 5        | -7     | 0           | 0          |
| G. Pușcaș      | 33       | 9       | 2           | 0          | -            | -            | -            | -            | 33       | 9      | 2           | 0          |
| S. Rajković    | 30       | 2       | 8           | 0          | 2            | 2            | 1            | 0            | 32       | 4      | 9           | 0          |
| A. Rispoli     | 22       | 0       | 1           | 1          | -            | -            | -            | -            | 22       | 0      | 1           | 1          |
| A. Salvi       | 21       | 2       | 7           | 0          | 2            | 0            | 1            | 0            | 23       | 2      | 8           | 0          |
| S. Santoro     | -        | -       | -           | -          | -            | -            | -            | -            | -        | -      | -           | -          |
| A. Struna      | 5        | 1       | 3           | 0          | -            | -            | -            | -            | 5        | 1      | 3           | 0          |
| P. Szymiński   | 20       | 1       | 3           | 0          | -            | -            | -            | -            | 20       | 1      | 3           | 0          |
| A. Trajkovski  | 34       | 8       | 1           | 1          | 2            | 0            | 0            | 0            | 36       | 8      | 1           | 1          |

## Giovanili
Staff
- Responsabile Settore Giovanile: Sandro Porchia
- Segretario Settore Giovanile: Lorenzo Farris
- Segretario Sportivo: Salvatore Lipari
- Coordinatore Dirigenti Accompagnatori: Danilo Flaccovio
- Tutor: Valerio Grassi, Mario Persico

Primavera
- Allenatore: Giuseppe Scurto
- Allenatore in Seconda: Francesco Libro
- Dirigenti Accompagnatori: Salvatore Lipari, Vincenzo Reale
- Preparatore Portieri: Roberto Vergallo
- Preparatore Atletico: Francesco Sicari
- Medico Sociale: Salvatore Lo Monte
- Fisioterapista: Rosario Sciacchitano
- Magazziniere: Franco Salerno

Under 17
- Allenatore: Giovanni Ignoffo
- Preparatore Atletico: Luca Piazza
- Preparatore Portieri: Michele Marotta
- Dirigenti Accompagnatori: Antonio Camilleri, Carmelo Mangano
- Medico Sociale: De Gregorio Roberto
- Fisioterapista: Fabrizio Cardella

Under 16
- Allenatore: Stefano Di Benedetto
- Dirigenti Accompagnatori: Alessandro Trimarchi, in precedenza Germano Montalbano, poi Giuseppe Butera
- Preparatore Portieri: Francesco Lima
- Medico Sociale: Francesco Dolce
- Preparatore Atletico: Guglielmo Pillitteri
- Fisioterapista: Eugenio Zarcone

Under 15
- Allenatore: Emanuele Chiappara
- Dirigente Accompagnatore: Francesco Santomauro, in precedenza Giuseppe Butera, poi Diego Marchese
- Preparatore Portieri: Francesco Lo Galbo
- Medico Sociale: Andrea Parlato
- Preparatore Atletico: In precedenza Angelo Provinzano, poi Fabio Provinzano
- Fisioterapista: Giovanni Falsitta

Giovanissimi Regionali
- Allenatore: Onofrio Barone
- Dirigente Accompagnatore: Paolo Scaglione, Guido Cusimano
- Preparatore Portieri: Gaetano Santostefano
- Medico Sociale: Marco Ciofalo
- Preparatore Atletico: Gabriele Filippi
- Fisioterapista: Domenico Floria
- Tecnica Individuale: Pietro Ruisi

Giovanissimi Sperimentali
- Allenatore: Salvatore Zammitti
- Dirigente Accompagnatore: Massimiliano Fiumefreddo, poi Girolamo Onorato
- Preparatore Portieri: Gaetano Santostefano
- Medico Sociale: Marco Ciofalo
- Preparatore Atletico: Gabriele Filippi
- Fisioterapista: Michele Virga
- Tecnica Individuale: Pietro Ruisi

Esordienti
- Allenatore: Salvatore Di Fresco
- Dirigenti Accompagnatori: Gaetano Gottuso, Roberto Camilleri
- Preparatore Portieri: Francesco Marra
- Medico Sociale: Claudio Amoroso
- Preparatore Atletico: Filippo Angelini
- Fisioterapista: Girolamo Guccione

Pulcini
- Allenatore: Giuseppe De Luca
- Dirigente Accompagnatore: Paolo Pace
- Preparatore Portieri: Francesco Marra
- Medico Sociale: Claudio Amoroso
- Preparatore Portieri: Filippo Angelini
- Fisioterapista: Girolamo Guccione

Under 14 Femminile
- Allenatore: Roberto Magliocco
- Dirigenti Accompagnatori: Biagio D'Angelo, Ornella D'Aiello
- Medico Sociale: Claudia Giordano
- Fisioterapista: Lucia D'Aiello

Under 13 Femminile
- Allenatore: Antonio Livolsi
- Dirigenti Accompagnatori: Biagio D'Angelo, Ornella D'Aiello
- Medico Sociale: Claudia Giordano
- Fisioterapista: Lucia D'Aiello

Under 12 Femminile
- Allenatore: Francesca Paola Di Fiore
- Dirigenti Accompagnatori: Biagio D'Angelo, Ornella D'Aiello
- Medico Sociale: Claudia Giordano
- Fisioterapista: Lucia D'Aiello